# Декејтур (Арканзас)
Декејтур (енгл. Decatur) град је у америчкој савезној држави Арканзас.

## Демографија
По попису из 2010. године број становника је 1.699, што је 385 (29,3%) становника више него 2000. године.
| Група             | 2000.       | 2010.         |
| Белци             | 990 (75,3%) | 1.061 (62,4%) |
| Афроамериканци    | 0 (0,0%)    | 12 (0,7%)     |
| Азијати           | 6 (0,5%)    | 16 (0,9%)     |
| Хиспаноамериканци | 217 (16,5%) | 483 (28,4%)   |
| Укупно            | 1.314       | 1.699         |